# Cártel de Tijuana
El Cártel de Tijuana, también el Cártel de los Arellano Félix (CAF), es una organización criminal mexicana dedicada principalmente al tráfico ilegal de drogas. Establecido en Tijuana, Baja California, sus operaciones se centran en la parte norte de México. Compitió en la demanda y movimiento de droga con los otros grandes cárteles en México, principalmente el Cártel de Sinaloa, que controlaba la parte poniente del país, el Cártel de Juárez, que controlaba la parte centro del país y el Cártel del Golfo, cuyo control estaba ubicado en la parte este del país.
El Cártel de Tijuana ha sido descrito como uno de los cárteles más grandes y violentos que operaran en México durante los decenios de 1980 y 1990, 2010 pero en los últimos años ha sido debilitado a raíz de la captura y muerte de sus principales líderes; a 2017, funcionaba como una organización que se dedica solo a pelear plazas en Baja California, ya que el Cártel de Sinaloa tomó el control de las actividades internacionales que los Arellano Félix tenían en la frontera, en 2017 se reestructuró el cártel de Tijuana tomando control del algunas rutas de narcotráfico a Estados Unidos. 
Desde el año 2014, el Cártel de Tijuana estableció una alianza con el Cártel de Jalisco Nueva Generación (CJNG), la cual en la práctica pasó a ser una fusión con este último, recuperando el control de la ruta a Estados Unidos por Tijuana controlada por el Cártel de Sinaloa, lo que ha generado inseguridad y zozobra en esta ciudad fronteriza, y todo el estado de Baja California que contabilizó ese año más de 3000 muertos por la guerra entre las dos organizaciones. Esta fusión se conoce como el Cártel de Tijuana Nueva Generación (CTNG), siendo la sede del CJNG en esta parte del país.

## Historia

### Origen
La historia y origen del cártel se remonta a la época del Cártel de Guadalajara, el cual en 1989 ante la captura de su líder de operaciones, Miguel Ángel Félix Gallardo, sería fragmentado en dos de los siete grandes cárteles en México. Por un lado, Joaquín Guzmán Loera alias "El Chapo Guzmán" fundó el Cártel de Sinaloa en la ciudad de Culiacán, Sinaloa. Por otro, los hermanos Arellano Félix fundaron el Cártel de Tijuana con base de operaciones en la ciudad de Tijuana, Baja California.

### La Organización de los Arellano Félix
El Cártel de Tijuana también es conocido como la Cartel de los Arellano Felix (CAF por sus siglas en español), desde que el liderazgo, el mando y el control del mismo quedaron en manos de la familia de Ramón Arellano Félix.
Eduardo Arellano Félix y Enedina Arellano Félix asumieron el liderazgo del Cártel de Tijuana después que las autoridades arrestaran a sus hermanos sobrevivientes de enfrentamientos con organizaciones rivales y con la ley. Sin embargo, tras el arresto de Eduardo en octubre de 2008, Luis Fernando Sánchez Arellano, hijo de Enedina, conocido como El Ingeniero, tomó el control del Cártel de Tijuana, el cual fue capturado en su casa de la ciudad de Tijuana el 24 de junio de 2014. Después de este arresto, el control del cártel quedó en manos de Enedina, quien apenas ha logrado mantener a flote la organización, lejos de la importancia que tenía en sus mejores años, pactando la alianza con el Cártel de Jalisco Nueva Generación.

### Enfrentamientos con otros cárteles
El Cártel de Tijuana ha mantenido cierta rivalidad con dos de las organizaciones de tráfico de drogas ilícitas en México, estos son el Cártel de Sinaloa y el Cártel de Juárez. La rivalidad entre los Arellano Félix y estos cárteles ha sido producto de la necesidad de acaparar espacios para la venta de narcóticos. Por la cercanía de estos cárteles al cártel de los Arellano, se ha mantenido una constante competencia por el mercado y corredores de distribución, que a su vez ha ocasionado el uso de la violencia y los enfrentamientos armados entre estos grupos. Estos enfrentamientos, con el tiempo, perdieron importancia debido al debilitamiento del cartel dirigido por los Arellano Félix en favor de la organización de Sinaloa.

#### Cártel de Juárez
La rivalidad entre ambos cárteles alcanza su punto máximo, en los intentos de homicidio contra Amado Carrillo Fuentes, capo del Cártel de Juárez.
- Intento de homicidio contra Amado Carrillo Fuentes:

El 24 de noviembre de 1993, seis meses después del Intento de homicidio contra Joaquín Guzmán Loera, los sicarios del Cártel de Tijuana intentan asesinar a Amado Carrillo Fuentes, alias El Señor de los Cielos y líder del Cártel de Juárez, en el restaurante Ochoa Bali-Hai de la Ciudad de México. El suceso ocasiona un enfrentamiento armado entre ambas organizaciones y en consecuencia resultan dos personas asesinadas. Amado Carrillo Fuentes y su familia logran escapar por la puerta trasera del lugar gracias a la protección de sus guardaespaldas.
El 26 de octubre de 2004, un juzgado del Distrito Federal sentencia a Álcides Ramón Magaña, alias El Metro, a 21 años de prisión así como al pago equivalente a 375 días de salario mínimo. Se le sentencia bajo el cargo de portación ilegal de armas de fuego y por su participación en el enfrentamiento armado en el restaurante Bali-Hai, en donde actúa como sicario de Amado Carrillo. El 20 de junio de 2007 es nuevamente sentenciado pero en esta ocasión bajo los cargos de delincuencia organizada y delitos contra la salud (narcotráfico). El juez federal lo sentencia a 47 años de prisión y el pago equivalente a 13,050 días de salario mínimo.

#### Cártel de Sinaloa
En la rivalidad que han mantenido el Cártel de Tijuana y el Cártel de Sinaloa, destacan los intentos de homicidio contra los capos de ambas organizaciones y que además han sido perpetrados por el cártel contrario. Sin embargo, finalmente el Cártel de Sinaloa salió triunfante de esta guerra, controlando los territorios que alguna vez tuvo esta organización.
- Intento de homicidio contra Joaquín Guzmán Loera:

El 24 de mayo de 1993, el Cártel de Tijuana sostiene un enfrentamiento en el estacionamiento del Aeropuerto Internacional de Guadalajara contra el Cártel de Sinaloa. En el enfrentamiento resultan siete personas asesinadas; entre ellas el Cardenal Juan Jesús Posadas Ocampo, arzobispo de la Arquidiócesis de Guadalajara; dos pistoleros y cuatro personas más. Según la versión oficial de la PGR, durante la balacera el cardenal es confundido con Joaquín Guzmán Loera, alias El Chapo Guzmán, aunque Ministerios Públicos Federales aseguran que el Cardenal era uno de los objetivos directos del atentado, por lo que es consecuentemente asesinado por los sicarios de los Arellano Félix. Tras la agresión, los sicarios responsables de la muerte del cardenal y que se encontraban en la ciudad de Guadalajara con el único propósito de asesinar a Joaquín Guzmán Loera, huyen en un vuelo comercial hacia Tijuana, Baja California.
El 26 de enero de 2008, agentes estatales y del Ejército Mexicano detienen a Alfredo Araujo Ávila, El Popeye, como presunto implicado en el homicidio del Cardenal Juan Jesús Posadas Ocampo así como en el atentado contra el periodista Jesús Blancornelas, el 27 de noviembre de 1997, en el que murieron David Barrón Corona, alias El Ch, y Luis Lauro Valero, escolta del periodista.
- Intento de homicidio contra Ismael Zambada García:

El 5 de febrero de 2002, según los reportes de la DEA y de la PGR, Ramón Arellano Félix llega a la ciudad de Mazatlán, Sinaloa con el fin de perpetrar un asesinato en contra de Ismael Zambada García, alias El Mayo Zambada y líder del Cártel de Sinaloa. Sin embargo, el 10 de febrero del mismo año, es detenido por agentes de la policía ministerial de la ciudad cuando se trasladaba por vehículo acompañado por dos hombres, Manuel López y Héctor Solórzano. Cuando la policía ministerial trata de llevar a cabo una revisión rutinaria, eventualmente se desata una balacera entre ambos grupos. En el enfrentamiento, Ramón Arellano Félix es asesinado frustrándose así el intento de homicidio contra El Mayo Zambada. También resultan asesinados Héctor Solórzano, escolta de Ramón Arellano Félix, así como un policía ministerial.
Inicialmente, la verdadera identidad del líder del cártel es desconocida pero identificable ya que es encontrado con una identificación falsa con alusión al nombre de 'Jorge Pérez López'. Posteriormente, en marzo de 2002, la Procuraduría General de la República confirma mediante estudios periciales y pruebas de ADN que la verdadera identidad de 'Jorge Pérez López' corresponde a la del líder criminal, que recientemente se había sometido a cirugías estéticas.

### Atentados contra la prensa
- Intento de homicidio contra Jesús Blancornelas:

En noviembre de 1996, Blancornelas tenía la intención de visitar la ciudad de Nueva York para recibir un premio internacional por su trabajo en cubrir el tráfico de drogas, la corrupción política, y la relación entre los narcotraficantes y la policía. Un par de días antes de que estuviera listo para viajar, un policía en Tijuana visitó a Blancornelas y le advirtió que estaba arriesgando su vida. Un año más tarde, la advertencia resultó ser cierta, en 1997 en Tijuana, Blancornelas fue emboscado y herido por pistoleros del cartel de Tijuana cuando se dirigía al aeropuerto para publicar una foto de Ramón Arellano Félix. Los atacantes abrieron fuego contra su coche, hiriéndolo en el abdomen y matando a su conductor y guardaespaldas, Luis Valero Elizalde, que murió protegiéndolo y logró matar a David Barron, líder de sicarios del cartel. Blancornelas sufrió complicaciones de la lesión para el resto de su vida. En el ataque, el coche de Blancornelas fue golpeado más de 180 veces, pero solo cuatro balas penetraron el cuerpo del periodista. Valero Elizalde, sin embargo, fue golpeado 38 veces. Ese mismo año, otros tres destacados periodistas fueron asesinados en México.

### Alianza con otros cárteles
Para aumentar su capacidad de sembrado, distribución y venta de enervantes, los cárteles habían establecido alianzas entre ellos, formando así 'federaciones' o 'asociaciones' en donde, a pesar de que los cárteles trabajaban como organizaciones criminales independientes, establecieron relaciones de cooperación y colaboración entre ellos. Así, el Cártel de Tijuana estrechó lazos con el Cártel del Golfo en su época de mayor esplendor mientras el Cártel de Juárez disputó, en su época de esplendor, su influencia con el Cártel de Sinaloa por el control de la plaza de Ciudad Juárez que hasta la fecha sigue siendo dominada por el cartel de Juárez.
Las alianzas de cooperación también fueron usadas para los enfrentamientos armados contra los cárteles rivales y por el control de las vías de distribución, por lo que generalmente se destacaba la guerra entre la asociación 'Golfo-Tijuana' y 'La Federación del Narcotráfico' (asociación Juárez-Sinaloa-Milenio).

#### Cártel del Golfo
La alianza de los Arellano Félix con el Cártel del Golfo se gestó en el penal de máxima seguridad del Altiplano (La Palma), lugar en donde se encontraban presos al mismo tiempo Benjamín Arellano Félix y Osiel Cárdenas (líder del Cártel del Golfo), antes de que este último fuera extraditado a Estados Unidos. La presencia de ambos en el mismo espacio físico permitió el diálogo y asociación entre los cárteles de ambos capos (líderes).
José Luis Santiago Vasconcelos, subprocurador de Investigación Especializada en Delincuencia Organizada de la PGR, destaca que la asociación Tijuana-Golfo de los Arellano Félix con Osiel Cárdenas se transformó tiempo después para convertirse, hasta la captura de Cárdenas Guillen, es una subordinación del Cártel de Tijuana al Cártel del Golfo.

## Capturas, sentencias judiciales y extradiciones

### Francisco Rafael Arellano Félix
Francisco Rafael Arellano Félix, alias El Menso, es aprehendido originalmente el 7 de agosto de 1980 en San Diego, California, Estados Unidos al haber realizado la venta de 205 gramos de cocaína a un agente encubierto de la DEA. Tras obtener la libertad bajo fianza, huye a México evitando así ser sometido a un juicio federal. Posteriormente en diciembre de 1993 es reaprehendido por la Policía Judicial Federal en Tijuana, Baja California. Es sentenciado a diez años y tres meses de cárcel en el penal federal de alta seguridad del Altiplano en Almoloya de Juárez, Estado de México bajo los cargos de narcotráfico y portación ilegal de armas. En el 2004, a cuatro días de cumplir su sentencia, Rafael Arellano Félix es notificado que es sujeto a detención provisional en vista de una solicitud de extradición por parte de Estados Unidos para ser juzgado por los delitos de narcotráfico y asociación delictuosa. El 6 de marzo de 2004, el juez penal aprueba la solicitud de extradición después de haber evaluado las pruebas presentadas por el gobierno de Estados Unidos. Además sustituye la detención provisional por la detención formal con fines de extradición. El 16 de septiembre de 2006 es extraditado a los Estados Unidos y es sentenciado a seis años de prisión el 15 de octubre de 2007, tras haberse declarado culpable de la venta de cocaína al agente encubierto de 1980. El 4 de marzo de 2008, las autoridades estadounidenses le otorgan la libertad y repatriación a México a través del Puente Internacional de Santa Fe entre El Paso, Texas y Ciudad Juárez, Chihuahua.
Según Brian White, su abogado defensor, la libertad es alcanzada tras una reducción de la condena por buena conducta. Por haber cumplido su sentencia en México, la PGR afirma no requerirlo más para el cumplimiento de condena alguna; gozando así de absoluta libertad. Fue asesinado el 18 de octubre de 2013 en una fiesta infantil en Los Cabos por un hombre disfrazado de payaso.

### Ramón Arellano Félix
En 2002 las noticias anunciaron que a Ramón Arellano Félix se le atribuyen más de mil muertes.
El liderazgo de Ramón Arellano Félix al frente de esta organización sería causa para que él mismo fuera incluido en la lista de los "Ten Most Wanted Fugitives" ("Los diez criminales más buscados") del FBI de Estados Unidos, el 18 de septiembre de 1997.
El 17 de septiembre de 1998, Ramón Arellano Félix, líder de la organización, ordena el asesinato de 18 personas en Ensenada, Baja California. En el mismo año, lleva a cabo una alianza con el Cartel de Caborca para unir esfuerzos y trabajar colaborativamente en el tráfico de drogas ilícitas, formando así "La Federación Tijuana-Sonora".

El 10 de febrero de 2002, lo matan en un enfrentamiento armado con la policía ministerial de Mazatlán, Sinaloa. Se supone había llegado a la ciudad para llevar a cabo el asesinato de Ismael Zambada García, alias El Mayo Zambada y líder del Cártel de Sinaloa. Ante su muerte, el mando del Cártel de Tijuana se traslada al resto de los familiares (hermanos) del exlíder de la organización criminal.

### Benjamín Arellano Félix
Benjamín Arellano Félix fue detenido el 9 de marzo de 2002 por el Ejército Mexicano en el estado de Puebla, México. Hubo $ 2 millones de dólares como recompensa por su detención. Las autoridades no están seguras de que el dinero de Benjamín fue más allá de algunas inversiones en bienes raíces en Tijuana. Las autoridades mexicanas dicen que se ha invertido en el sector inmobiliario de Estados Unidos, mientras que sus homólogos estadounidenses dicen que gran parte de ella se esconde en efectivo en México. Fue extraditado a los Estados Unidos el 29 de abril de 2011 para enfrentar cargos de tráfico de cocaína en California. El 4 de enero de 2012 Benjamín Arellano Félix se declaró culpable de crimen organizado y conspiración para lavar dinero, y fue condenado a 25 años de cárcel el 2 de abril de 2012. Una vez termine su condena, será enviado de regreso a México para terminar otros 22 años.

### Francisco Javier Arellano Félix

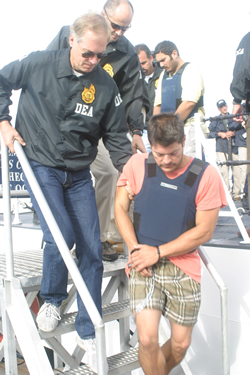
Arresto de Francisco Javier Arellano Félix por parte de la Drug Enforcement Administration (DEA) de Estados Unidos.

Francisco Javier Arellano Félix, alias El Tigrillo, fue a juicio ante el tribunal distrital de San Diego tras ser Capturado por agentes de la DEA el 16 de agosto de 2006. Es encontrado culpable el 17 de septiembre de 2007, bajo los cargos de homicidio, narcotráfico, asociación delictuosa y lavado de dinero. El 5 de noviembre de 2007, el juez federal de distrito Larry Burns lo sentencia a cadena perpetua sin libertad condicional dirigiéndole el comentario "El nombre de su familia vivirá en la infamia". Francisco Javier Arellano Félix habría sido condenado a muerte de no haber confesado sus actos delictivos el 17 de septiembre de 2007. Arellano Félix dejó el cártel en manos de su hermano Eduardo, que tras ser Capturado el 26 de octubre de 2008, inició la llamada Nueva Generación, comandada por su sobrino Luis Fernando Sánchez Arellano, arrestado en su casa en el año 2014 mientras veía un partido de la selección mexicana, en el marco del mundial de ese año en Brasil.

## Presunta implicación en la muerte de Luis Donaldo Colosio
Las investigaciones hechas por la PGR durante la década de los 90 y el 2000 sobre el magnicidio del candidato presidencial del PRI, Luis Donaldo Colosio quien implica a los cárteles mexicanos inclusive a los de Tijuana en el crimen, dado a patrones, razones e hipótesis.
- Debido a la oposición fuerte que Colosio tenía hacia a la corrupción y al crimen organizado, lo habían visto como una futura amenaza si llegase a ser Presidente de la República, se verían afectados los intereses en la frontera y en el país.[39] Y en declaraciones de lugartenientes de la organización, afirmaron en versiones a la PGR que miembros de esta misma que dirigieron el crimen junto con Mario Aburto, el sicario que asesinó a Colosio quien se dice era sicario de los Arellano Félix, huyeron a Colombia y recibieron protección por parte de miembros del asociado Cártel de Cali. Además de que la colonia Lomas Taurinas donde fue asesinado Colosio era territorio del capo Aureliano Félix quien era operador de los Arellano Félix en esa época, lo que había facilitado el asesinato del candidato presidencial.

- Las declaraciones del exjefe de la policía mexicana, Guillermo González Calderoni, de la relación de los Arellano Félix y el Cártel del Golfo con los hermanos Carlos y Raúl Salinas de Gortari, dedujeron que el presidente Carlos Salinas de Gortari había solicitado el favor de matar al candidato favorito a la presidencia en aquel entonces, a alguna de las dos organizaciones criminales de eliminar al candidato del PRI, debido a que Colosio lo había señalado un mes antes del crimen de ser el culpable de los males que ocurrían en México en aquel entonces.

## Filmografía
Destaca su aparición en la película Traffic de 2001, en donde se representa un enfrentamiento armado entre este y el Cártel de Juárez y en la serie Narcos: México.